# Paavo Toivanen
Paavo Uuras Toivanen, född 14 juni 1937 i Tuupovaara, död 15 oktober 2024 i Åbo, var en finländsk läkare. Han var gift med Auli Toivanen.
Toivanen, som blev medicine och kirurgie doktor 1966, var specialist i klinisk mikrobiologi, bakteriologi och immunologi. Han var biträdande professor 1969–78 och professor i bakteriologi och serologi 1978–2001 vid Åbo universitet. Han har publicerat skrifter inom bakteriologi och immunologi, bland annat om orsakerna till reumatiska sjukdomar. Han har tilldelats Medixpriset vid Helsingfors universitet 1991, Hasingerpriset i Berlin 1999 och Carol Nachman-priset i Wiesbaden 2004 (tillsammans med makan).